# Lijst van Oostendenaren
Dit is een lijst van Oostendenaren. Het gaat om personen geboren in de Belgische kuststad Oostende.

## Entertainers

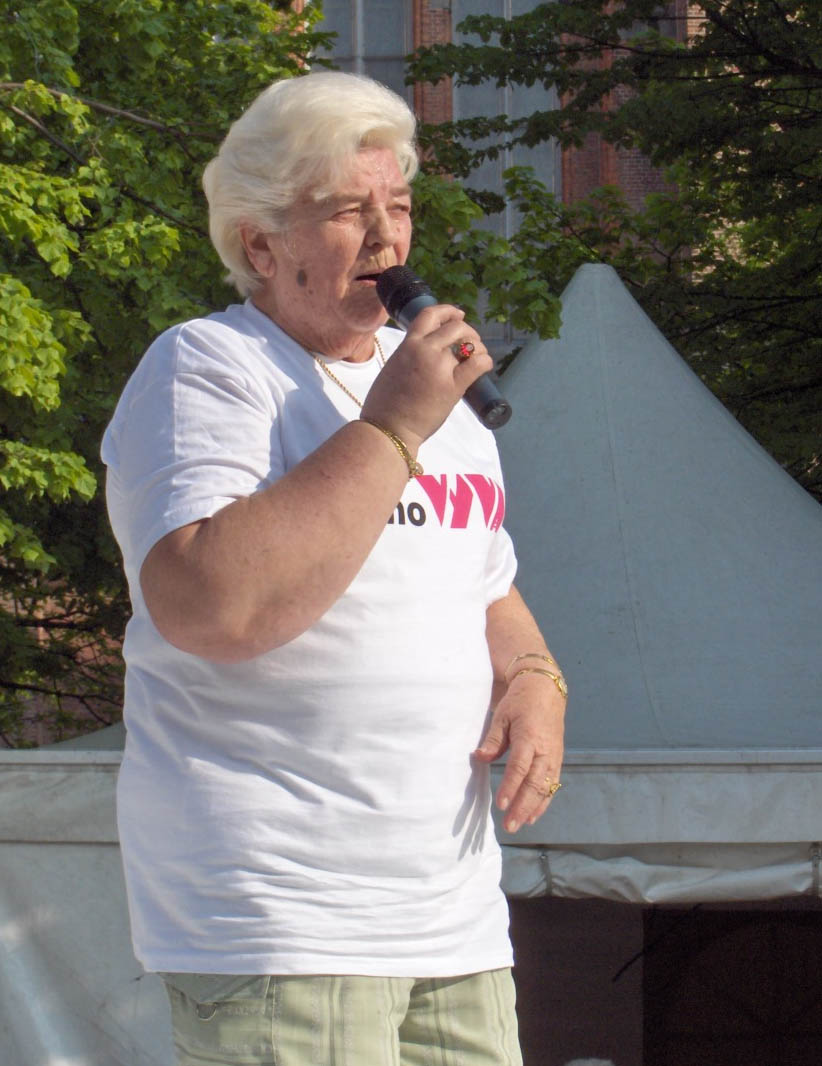
Lucy Loes, volkszangeres van Oostende, overleed op 17 juni 2010

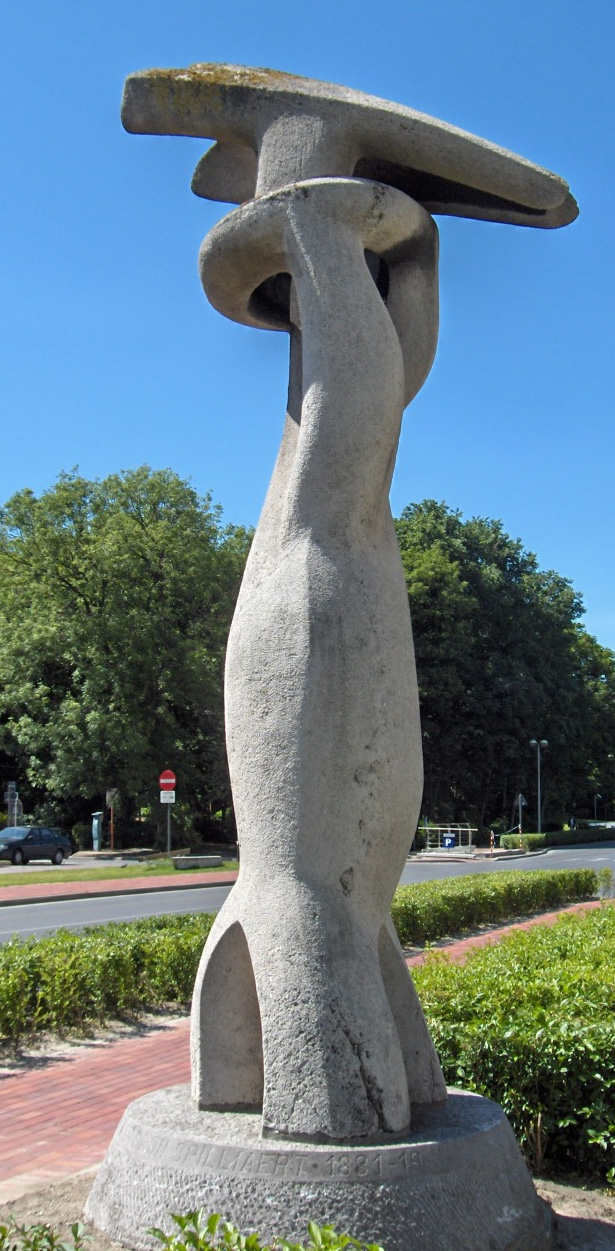
Hulde aan Léon Spilliaert sculptuur van Gerard Holmens

- Angèle Allaert (1910-2002), actrice
- Guga Baúl (1986), komiek en imitator
- Chokri Ben Chikha (1969), acteur en regisseur
- Erik Burke (1963), acteur
- Hector Camerlynck (1913-1989), acteur
- Jelle Florizoone (1995), acteur en zanger
- Arno Hintjens (1949-2022), zanger
- Willy Lambregt ("Willy Willy") (1959-2019), muzikant
- Gunter Lamoot (1970), stand-upcomedian
- Lucy Loes (1928-2010), volkszangeres
- Lucy Monti (1933-1978), koningin van het visserslied
- Red Sebastian (1999), zanger, deelnemer Eurovisiesongfestival
- Alessia Sartor (1997), actrice
- Manu Van Acker (1999), presentator en acteur
- Dries Vanhegen (1967), acteur
- Bart Van den Bossche (1964-2013), zanger en presentator
- Wendy Van Wanten (1960), zangeres en presentatrice

## Geestelijken
- Johan Bonny (1955), bisschop van Antwerpen
- Robrecht De Smet (1875-1937), priester en Vlaams activist
- Jan Goetghebeur (1925), benedictijn
- Werner Quintens (1937-2005), ereprelaat
- Roger Lenaers (1925-2021), jezuïet

## Kunstenaars
- Euphrosine Beernaert (1831-1901), landschapsschilderes
- Emile Bulcke (1875-1963), kunstschilder en beeldhouwer
- Jan De Clerck (1881-1962), kunstschilder
- Oscar De Clerck (1892-1968), beeldhouwer
- Roland Desnerck (1938), auteur
- Paul Dombrecht (1947), hoboïst
- Stefaan Dombrecht (1920-2007), organist, muziekleraar, koordirigent en componist
- Gaston Duribreux (1903-1986), auteur
- Etienne Elias (1936-2007), schilder
- James Ensor (1860-1949), kunstschilder en graficus
- Edouard Hamman (1819-1888), schilder
- Jan Huylebroeck, (1956) pianist, paukenist, componist
- Karel Jonckheere (1906-1993), auteur
- Joris Minne (1897-1988), beeldend kunstenaar
- François Musin (1820-1888), marineschilder
- Auguste Musin (1852-1923), marineschilder
- Frank Nuyts (1957), componist
- Elly Overzier (1928-2010), actrice en rolverdeler
- Roger Remaut (1942), schilder
- Willy Schuyesmans (1945), jeugdauteur
- Raoul Servais (1928-2023), cineast en animator
- Ary Sleeks (1888-1966), schrijver, heemkundige en dialectoloog
- Gustaaf Sorel (1905-1981), schilder en tekenaar
- Léon Spilliaert (1881-1946), schilder
- Henri Storck (1907-1999), cineast
- Tieleman Franciscus Suys (1783-1861), architect (neoclassicisme), hofarchitect van de koningen Willem I der Nederlanden en Leopold I van België
- Xavier Tricot (1955), kunstschilder, auteur, Ensorkenner, kunsthistoricus
- Ferdinand Vercnocke (1906-1989), auteur
- Paul Vermeire (1928-1974), keramist, glazenier en kunstschilder
- Anne Westerduin (1945), illustrator
- Josyane Vanhoutte (1946), beeldhouwer

## Politici
- Els Ampe (1979), lid van het Vlaams parlement en gemeenteraadslid in Brussel
- Auguste Beernaert (1829 - 1912), Minister van staat, mensenrechtenactivist, Premier van België en Nobelprijswinnaar (1909)
- Henri Baels (1879 - 1951), minister en gouverneur
- Ann Brusseel (1976), politica
- John Crombez (1973), burgemeester Oostende
- Monica De Coninck (1956), politica
- Wouter De Vriendt (1977), federaal volksvertegenwoordiger
- Roger Dekeyzer (1906-1992), politicus en syndicalist
- Achille Diegenant (1936), volksvertegenwoordiger en senator
- Ferdinand Ghesquière (1933-2021), volksvertegenwoordiger en senator
- Geert Lambert (1967), schepen, volkstegenwoordiger en senator
- Louis Major (1902-1985)
- Jan Piers (1920-1998), burgemeester en minister
- Robert Reynders (1945), topambtenaar
- Bart Tommelein (1962), Vlaams minister, Gemeenschapssenator, federaal en Vlaams volksvertegenwoordiger en burgemeester Oostende
- Adolphe Van Glabbeke (1904-1959), minister
- Roeland Van Walleghem (1949) senator en Vlaams- en Brussels volksvertegenwoordiger
- Jean Vandecasteele (1955), burgemeester Oostende
- Mark Vanmoerkerke (1952-2022), senator, ondernemer en kunstverzamelaar
- Johan Verstreken (1964), Vlaams volksvertegenwoordiger
- Charlotte Verkeyn (1989), federaal volksvertegenwoordiger

## Sporters
- Regine Berg (1958), atlete
- Brigitte Becue (1972), zwemster
- Brecht Capon (1988), voetballer
- Louise Carton (1994), atlete

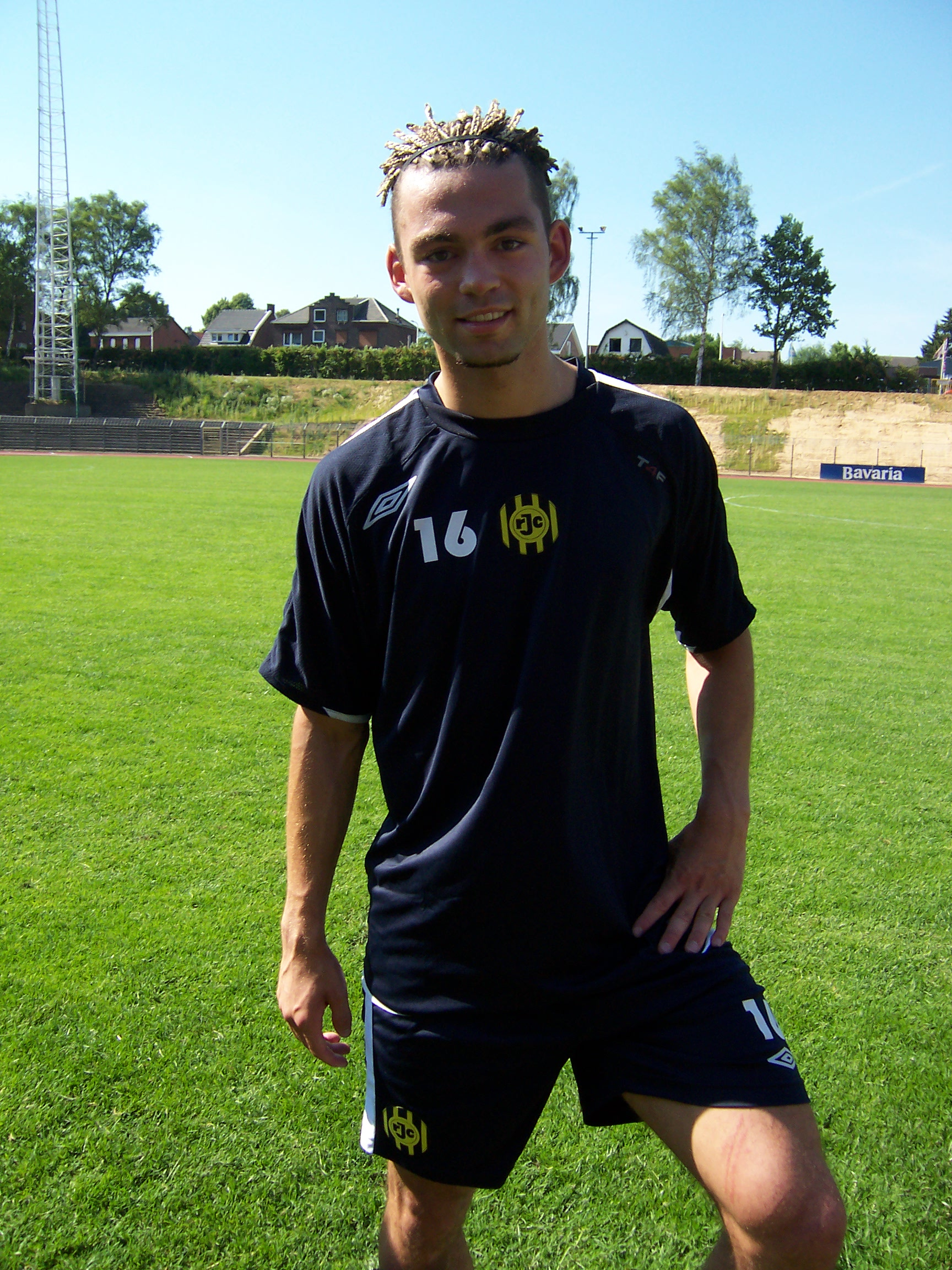
Jamaïque Vandamme

- Kimmer Coppejans (1994), tennisser
- Niels Coussement (1988), voetballer
- Peter Creve (1961), voetballer
- Alain Cuypers (1967), atleet
- Wouter Decock (1983), atleet
- Norbert Dedeckere (1948-2015), veldrijder
- Jasper Dejaegher (2001), wielrenner
- François Deley (1956), zwemmer
- Manon Depuydt (1997), atlete
- Jeroen Kesteloot (1989), wielrenner
- Albert Lowagie (1927), atleet
- Oliver Naesen (1990), wielrenner
- Divock Origi (1995), voetballer
- Emma Plasschaert (1993), zeilster
- Kjell Provost (1977), atleet
- Wilfried Puis (1943), voetballer
- Brian Ryckeman (1984), zwemmer
- Rik Samaey (1960), basketbalspeler
- Karel Sys (1914-1990), bokser
- Paul Valcke (1914), schermer
- Robert Van de Walle (1954), judoka
- Jamaïque Vandamme (1985), voetballer
- Julie Vanloo (1993), basketbalspeelster
- Gustaaf Van Slembrouck (1902-1968), wielrenner
- Laurent Verbiest (1939), voetballer
- Birger Verstraete (1994), voetballer

## Wetenschappers

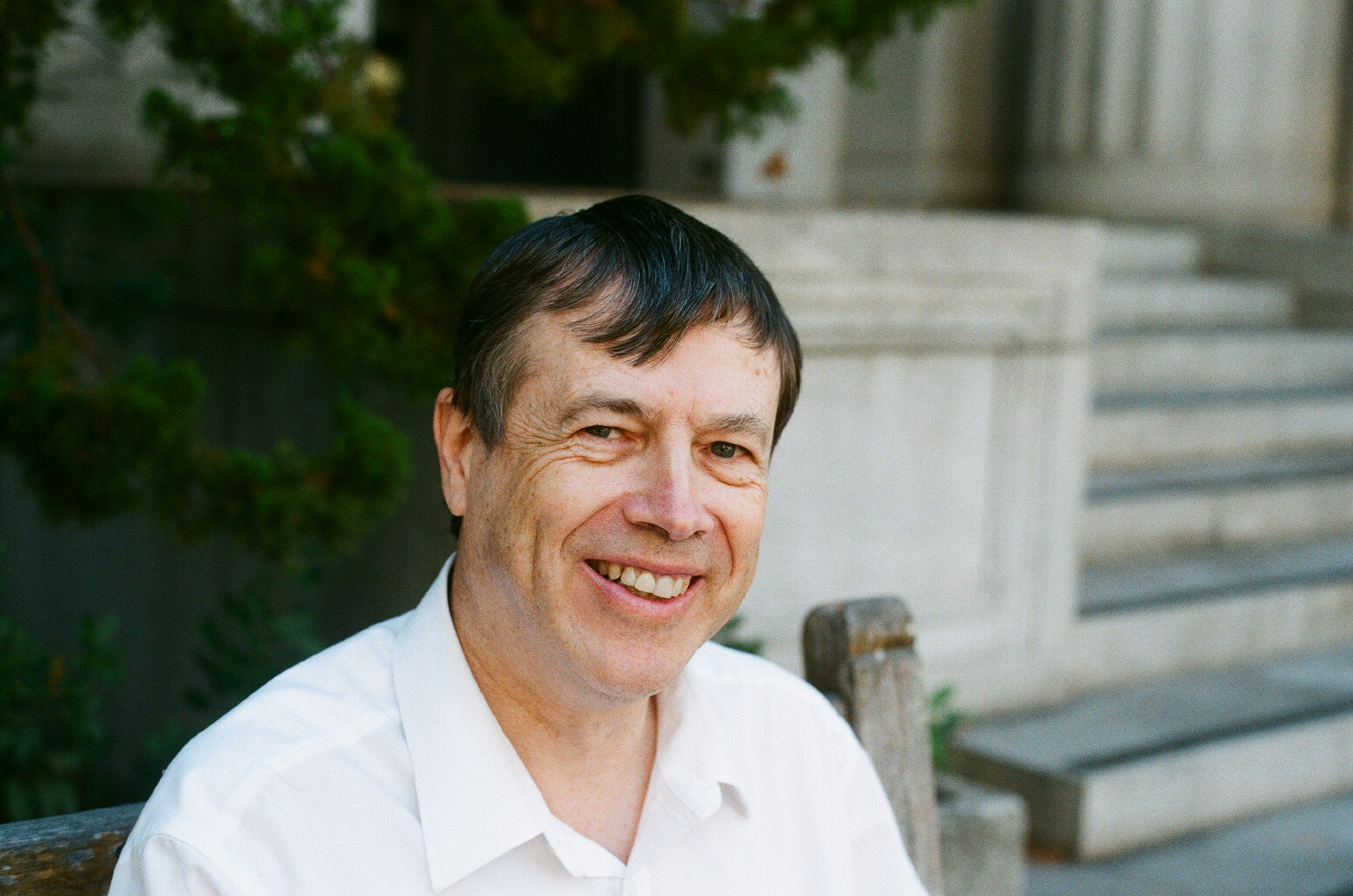
Jean Bourgain

- Charles Armengaud (1813-1893), Frans ingenieur
- Jean Bourgain (1954-2018), wiskundige
- Gerlinda Swillen (1942), historica

## Overige bekende Oostendenaren
- Jacob Besage (? - 1629), kaperkapitein die Piet Hein doodde
- Guillielmo de Brouwer (1693 - 1767), zeeman, zakenman
- Jacob Bowens (1729-1787), kroniekschrijver
- Jozef Vercoullie (1857-1937), hoogleraar en politicus
- Eugène Everaerts (1880-1976), Vlaams activst
- André-Louis Daniëls (1883-1976), architect en politicus
- Omer Becu (1902-1982), syndicalist
- Marie José van België (1906-2001), koningin van Italië
- Paul Felix (1913-1981), architect
- Roger Linskens (1922-1988), historicus, auteur
- Elly Overzier (1928-2010), actief in de filmwereld, eerste vrouw van Hugo Claus
- Ludo Abicht (1936), filosoof, publicist en dichter
- Roland Laridon (1936-2017), estheticus
- Bert Claerhout (1950), journalist
- Johan Sanctorum (1954), filosoof-schrijver
- Hendrik Vandamme (1964), voorzitter Algemeen Boerensyndicaat, ABS vzw